# 영월경찰서
영월경찰서(寧越警察署, Yeongwol Police Station)는 강원특별자치도경찰청이 관할하는 경찰서 중 하나이다. 강원특별자치도 영월군을 관할한다. 강원특별자치도 영월군 영월읍 단종로 9에 위치하고 있다.
서장은 총경으로 보한다.

## 기본 정보
- 주소: 강원특별자치도 영월군 영월읍 단종로 9
- 우편번호: 26233

## 관할 파출소 및 지구대
| 명칭         | 사진 | 주소                   | 관할구역           | 치안센터     |
| ------------ | ---- | ---------------------- | ------------------ | ------------ |
| 영월지구대   |      | 영월읍 중앙로 77       | 영월읍, 북면       | 북면치안센터 |
| 중동파출소   |      | 중동면 태백산로 1198   | 중동면, 상동읍     | 상동치안센터 |
| 주천파출소   |      | 주천면 주천로 75       | 주천면, 무릉도원면 | 수주치안센터 |
| 남면파출소   |      | 남면 영월로 815        | 남면               |              |
| 김삿갓파출소 |      | 김삿갓면 영월동로 1676 | 김삿갓면           |              |
| 한반도파출소 |      | 한반도면 신천길 20-4   | 한반도면           | 쌍용치안센터 |

## 같이 보기
- 강원특별자치도경찰청